# Иль-Обиньи
Иль-Обиньи́ (фр. Isle-Aubigny) — коммуна во Франции, находится в регионе Шампань — Арденны. Департамент — Об. Входит в состав кантона Рамрюпт. Округ коммуны — Труа.
Код INSEE коммуны — 10174.
Коммуна расположена приблизительно в 150 км к востоку от Парижа, в 50 км южнее Шалон-ан-Шампани, в 30 км к северо-востоку от Труа.

## Население
Население коммуны на 2008 год составляло 151 человек.
| 1962 | 1968 | 1975 | 1982 | 1990 | 1999 | 2008 |
| ---- | ---- | ---- | ---- | ---- | ---- | ---- |
| 177  | 190  | 172  | 145  | 152  | 142  | 151  |

## Администрация
| Период | Период | Фамилия       | Партия | Примечания |
| ------ | ------ | ------------- | ------ | ---------- |
| 2001   | 2008   | Жерар Моро    |        |            |
| 2008   |        | Дидье Пуарсон |        |            |

## Экономика

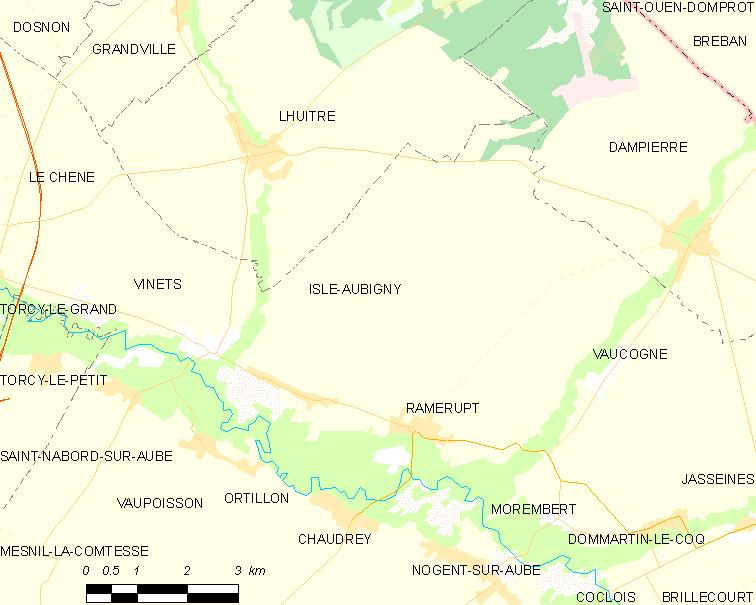
Карта коммуны

В 2007 году среди 87 человек в трудоспособном возрасте (15—64 лет) 62 были экономически активными, 25 — неактивными (показатель активности — 71,3 %, в 1999 году было 59,1 %). Из 62 активных работали 56 человек (35 мужчин и 21 женщина), безработных было 6 (2 мужчины и 4 женщины). Среди 25 неактивных 3 человека были учениками или студентами, 13 — пенсионерами, 9 были неактивными по другим причинам.

## Достопримечательности
- Церковь Сен-Мартен (XIII век). Хор и часовня достроены в XVI веке, северный пролёт — в XVII веке, неф и колокольня — в XVIII веке. Памятник истории с 2009 года[3]